# 副翼齿兽属
副翼齿兽属（学名：Parapterodon）为硕鬣兽科的一个属。

## 下属物种
本属包括以下物种：
- 洛斯坦副翼齿兽 Parapterodon lostangensis